# Лядвенець вузьколистий
Лядвенець вузьколистий (Lotus angustissimus) — вид квіткових рослин родини бобових (Fabaceae).

## Морфологічна характеристика
Це яскраво ворсистий (рідше голий) трав'янистий однорічник чи дворічник, рідко короткоживучий багаторічик. Стебла тонкі, численні, висхідні чи лежачі й рідко прямовисні, гіллясті чи прості, (5)10–30(50) см. Листки з 5 листочками; листочки 3.5–17 × (1.5)2.5–4(7) мм, ланцетно-яйцеподібні, гострі, нижні парні зазвичай лише трохи дрібніші. Суцвіття 1–2(3)-квіткові. Квітки дрібні, 5–8(8.5) мм. Чашечка волосиста, рідко гола, 4–5 мм; зубці ниткоподібні, довші або коротші за трубку. Віночок 4.5–7.5 мм, жовтий чи оранжевий, ≈ на 1/3 довша за чашечку. Боб тонкий, 5–28 × 1–2(2.8) мм, з 18–30 насінинами. Насіння кулясте чи еліпсоїдне, 0.7–1.2 × 0.6–0.8 мм; поверхня гладка, тьмяна, жовта чи фіолетово-коричнева, рідко плямиста. 2n=12, 24. 

## Поширення
Вид населяє північ Африки (Алжир, пн. Єгипет, Марокко, Туніс), Європу (Велика Британія, Австрія, Угорщина, Україна, Албанія, Болгарія, Греція (включаючи Крит), Хорватія, Італія (включаючи Сардинію, Сицилію), Північна Македонія, Чорногорія, Румунія, Сербія, Словенія, Іспанія (включаючи Балеарські острови), Франція (включаючи Корсику), Португалія), західну, центральну й північно-західну частини Азії (Кіпр, Іран, Ізраїль, Йорданія, Ліван, Сирія, Туреччина, Вірменія, Азербайджан, Грузія, Казахстан, зх. Сибір, Сіньцзян); натуралізований в Австралії, ПАР. Середовище зростання: сосновий ліс, дюни, дернина болотиста місцевість.

## Галерея

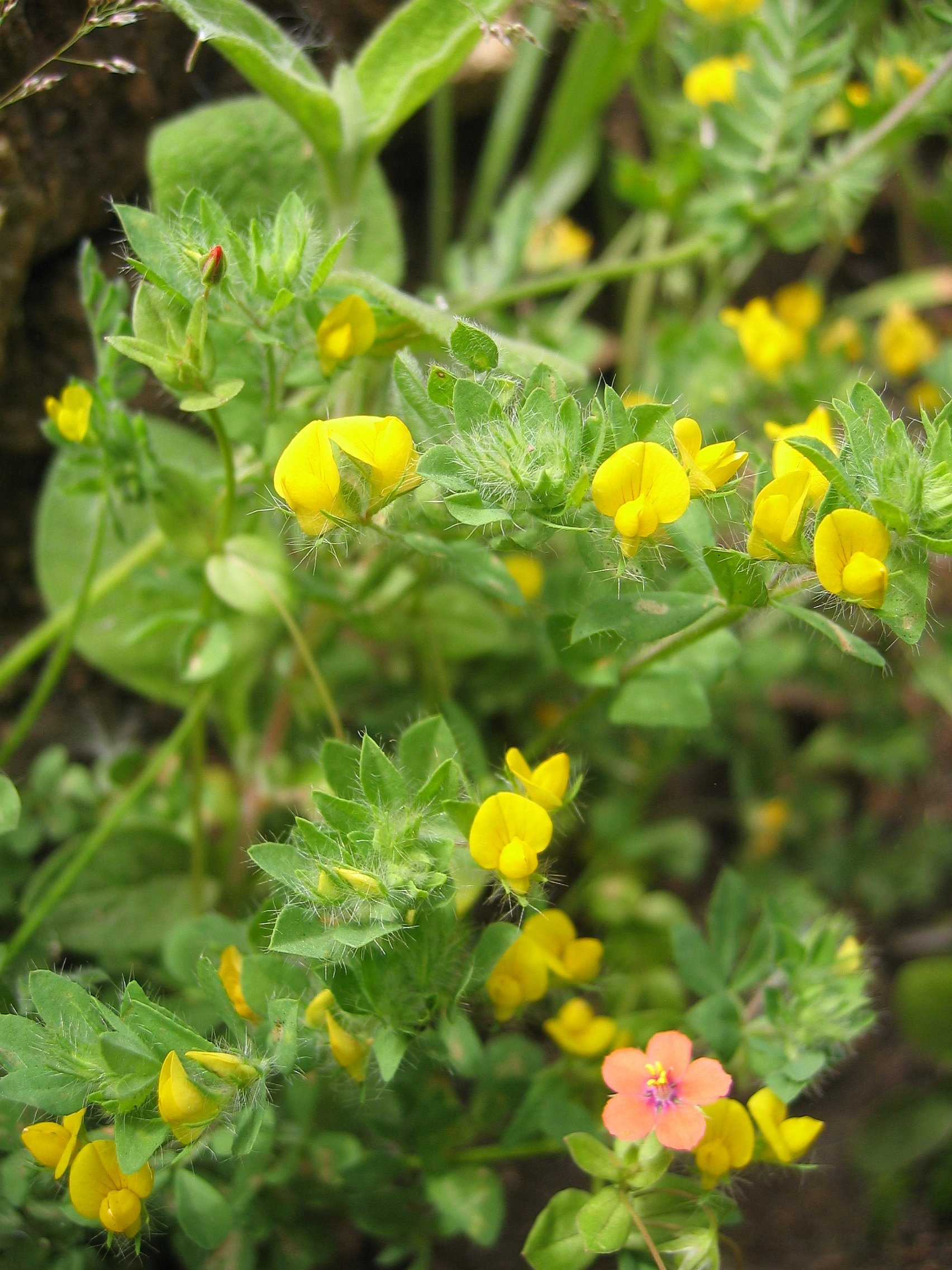
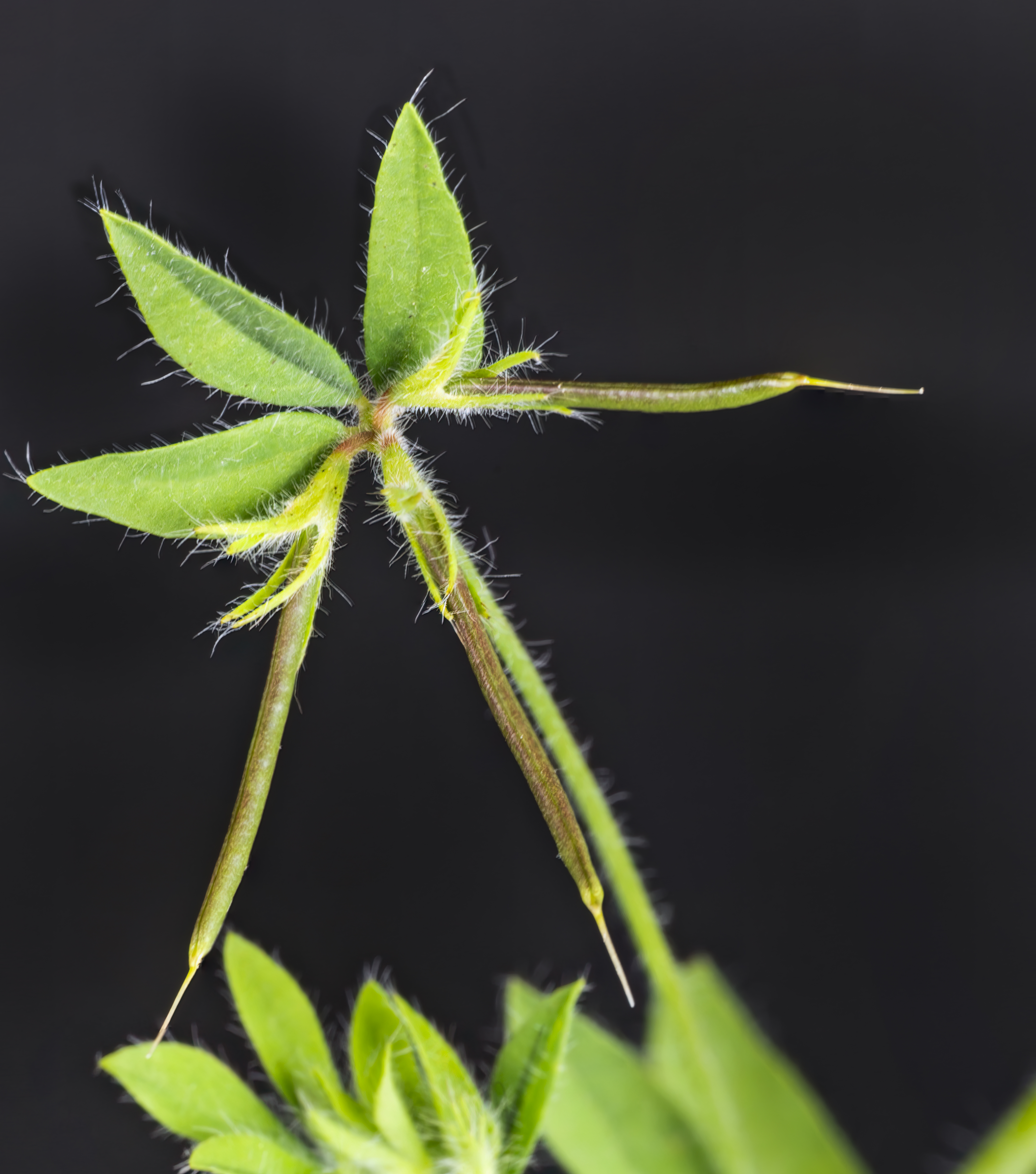